# Wihtwara

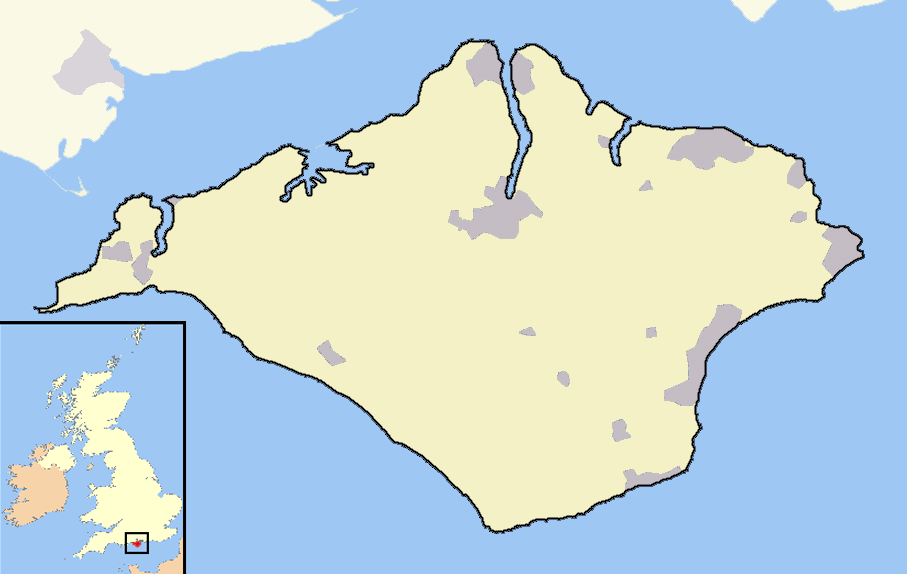
Ubicació de l'illa de Wight dins del Regne Unit

Wihtwara fou un regne fundat en l'Illa de Wight, una illa de 380 km² a la costa sud d'Anglaterra, durant la invasió anglosaxona de la Gran Bretanya. El nom va ser derivat del mot Jut Wihtwara ('Homes de Wiht'). La seva capital era un fort de nom Wihtwarasburgh. S'ha suggerit que Wihtwarasburgh va ser construït sobre un fort romà preexistent, però això no ha estat provat. Per la seva ubicació, el poble de Carisbrooke s'hauria construït sobre l'antiga capital dels Wihtwara.

## Història dels Juts
El regne Wihtwara va rebre el nom, presumptament, per Wihtgar, un dels seus primerencs reis juntament amb Stuf (segons els escrits de Beda el 512). Wihtgar I Stuf eren nebots de Cerdic, el fundador de la casa de Wessex coneguda com els Gewisse (literalment "Aliats"). Alguns estudiosos han suggerit que la figura de Wihtgar és ficticia; creada com un mite per justificar el nom. La Crònica anglosaxona difereix, reclamant que Wihtgar i Stuf van rebre la terra de mans de Cynric, fill de Cerdic, el 534, i que Wihtgar va morir el 544.
Els reis posteriors ens son desconeguts fins al darrer rei Jut, Arwald, qui probablement va néixer al segle vii. El 661, Wulfhere de Mèrcia va conquerir Wessex i va donar l'illa al seu fillol, el rei Aethelwalh de Sussex i va forçar els Illencs a convertir-se al cristianisme. Després que Wulfhere abandonés l'illa, la població va recuperar els costums pagans. Arwald va morir lluitant contra la invasió del rei Caedwalla de Wessex (sota el tutelage de St Wilfrid) el 686. Segons Beda, Caedwalla "s'esforçà per destruir tots els habitants" de Wihtwara i per reemplaçar-los amb els seus propis seguidors. Les ferides que va rebre Caedwalla en les batalles amb els Withwara acabarien amb la seva vida uns anys més tard.
L'única supervivent de les massacres a Wihtwara fou la germanda d'Arwald (de qui es desconeix el nom). Es va casar amb el rei Ecgberth de Kent (en aquells temps també un regne Jut assetjat per Caedwalla i el seu germà Mul). Així, la germana d'Arald seria la mare del rei Wihtred de Kent i àvia de Æthelbert II de Kent. Æthelbert fou l'avi de Egbert de Wessex, qui fou l'avi del rei Alfred el Gran.

## Edat mitjana
Després de la Conquesta normanda d'Anglaterra, l'illa de Wight va caure en mans de la família Redvers, anomenats "Senyors de l'illa de Wight". Tanmateix l'últim dels Redvers fou Isabella de Forz (1237–1293), coneguda com la "Reina de l'illa de Wight". Poc abans de la seva mort, Forz va rebre la visita del rei Edward Longshanks (Edward I), qui va dir més tard que Isabella la havia venut l'illa per 6,000 marcs.
El 1444, Henry Beauchamp, Duc de Warwick i favorit d'Enric VI, va rebre el títol (o potser renom) de Rei de l'Illa de Wight. A la seva mort, el títol no va ser utilitzat cap altre cop.